# Shimen, Jiangjin
Shimen (kinesiska: 石门) är en köping i sydvästra Kina. Den ligger i stadsdistriktet Jiangjin i storstadsområdet Chongqing, omkring 73 kilometer sydväst om det centrala stadsdistriktet Yuzhong. Antalet invånare är 35 665. Befolkningen består av 17 592 kvinnor och 18 073 män. Barn under 15 år utgör 15,0 %, vuxna 15-64 år 69 %, och äldre över 65 år 15,0 %.